# Джон Банвил
Джон Банвил (на английски: John Banville) е ирландски писател и литератор.
Добива международна известност в последните две десетилетия на ХХ век. Извън основното си творчество публикува под псевдонима Benjamin Black, като на български език бива издаван като Бенджамин Блак или Блек.

## Биография и творчество
Джон Банвил е роден на 8 декември 1945 г. в Уексфорд, Ирландия. Получава образование в родния си град и възнамерява да следва живопис и архитектура.
През 60-те години пътува из Европа, след което се установява за две години в САЩ. При завръщането си в Ирландия постъпва на работа във вестник Айриш Прес и започва да пише романи. В средата на 80-те години се откроява като идиосинкразичен автор със забележителна писателска техника. Печели различни награди, най-престижната от които, „Букър“, му е връчена в 2005 г. за романа Морето. По-късно Банвил преработва книгата за филмова адаптация, която излиза със същото заглавие през 2013 г.
През годините след 2006 г. Банвил издава под псевдонима Бенджамин Блак поредица от „черни романи“. Три от тях, чийто главен герой е патоанатомът Кърк, са станали основа за серия телевизионни филми на Би Би Си-1 през 2013 г. Блак е автор и на „Чернооката блондинка“, нов роман с героя на Реймънд Чандлър, Филип Марлоу, издаден през 2014 г.

## Произведения

### Като Джон Банвил

#### Самостоятелни романи
- Nightspawn (1971)
- Birchwood (1973)
- Mefisto (1986)
Мефисто. Превод от английски език Иглика Василева. София: „Златорог“, 2004.
- The Book of Evidence (1989)
Думата на обвиняемия. Превод от английски език Ангел Игов. София: „Алтера“, 2013.
- Ghosts (1993)
- Athena: A Novel (1995)
- The Untouchable (1997)
Недосегаемият. Превод от английски език Иглика Василева. София: „Колибри“, 2015, 528 с.
- Eclipse (2000)
- Shroud (2002)
- The Sea (2005)
Морето. Превод от английски език Иглика Василева. София: „Алтера“, 2009.
- The Infinities (2009)
Безкрайностите. Превод от английски език Иглика Василева. София: „Колибри“, 2016.
- Ancient Light (2012)
Древна светлина. Превод от английски език Иглика Василева. София: „Колибри“, 2017.
- The Blue Guitar (2015)
Синята китара. Превод от английски език Иглика Василева, София: Лист, 2022.
- Mrs Osmond (2017)
- Snow (2020)
Сняг: Мистерия. Превод от английски език Иглика Василева. София: Лист, 2020.
- The Secret Guests(2020)
Тайните гости. Превод от английски език Иглика Василева. София: Лист, 2024.[1]
- April in Spain. (London: Faber & Faber), (2021) 
Април в Испания: мистерия. Превод от английски език Иглика Василева. София: Лист, 2023
- The Singularities (2022)

#### Серия „Революции“ (Revolutions)
1. Doctor Copernicus (1976)
Доктор Коперник. Превод от английски език Лиляна Памукчиева. София: „Отечествен фронт“, 1985, 342 с.
2. Kepler (1981)
3. The Newton Letter (1982)

### Като Бенджамин Блак (или Блек)

#### Самостоятелни романи
- The Lemur (2008)
- Prague Nights (2017)
- Wolf on a String (2017)

#### Серия „Кърк“ (Quirke)
Банвил започва да издава поредицата за детектива Кърк с псевдонима си, но след 2020 я продължава, ползвайки собственото си име.
1. Christine Falls (2006)
2. The Silver Swan (2007)
Бенджамин Блек, Сребърният лебед. Превод от английски език Ева Тофтисова. София: „Интенс“, 2009.
3. Elegy for April (2010)
4. A Death in Summer (2011)
5. Vengeance (2012)
6. Holy Orders (2013)
7. Even the Dead (2015)
8. April in Spain. London: Faber & Faber, 2021
9. The Lock-up. London: Faber & Faber, 2023

- Гаражът, София: Лист, 2025, ISBN 9786197722406

#### Серия „Филип Марлоу“ (Philip Marlowe)
1. The Black-Eyed Blonde (2014)
Бенджамин Блак, Чернооката блондинка. Превод от английски език Надежда Розова. София: ИК „Колибри“, 2015.

### Екранизации
- 1984 Reflections
- 1994 Seascape – тв филм
- 1999 The Last September – сценарий
- 2011 Albert Nobbs – сценарий
- 2013 The Sea – по Морето, сценарий
- 2014 Quirke – тв минисериал, 2 епизода, по Сребърният лебед и Christine Falls
- 2017 Riviera – тв минисериал, 1 епизод, съавтор